# Província Ocidental (Ilhas Salomão)

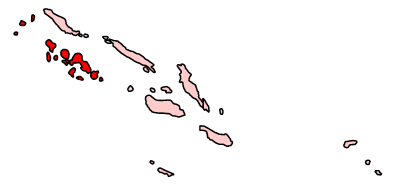
Localização da Província Ocidental.

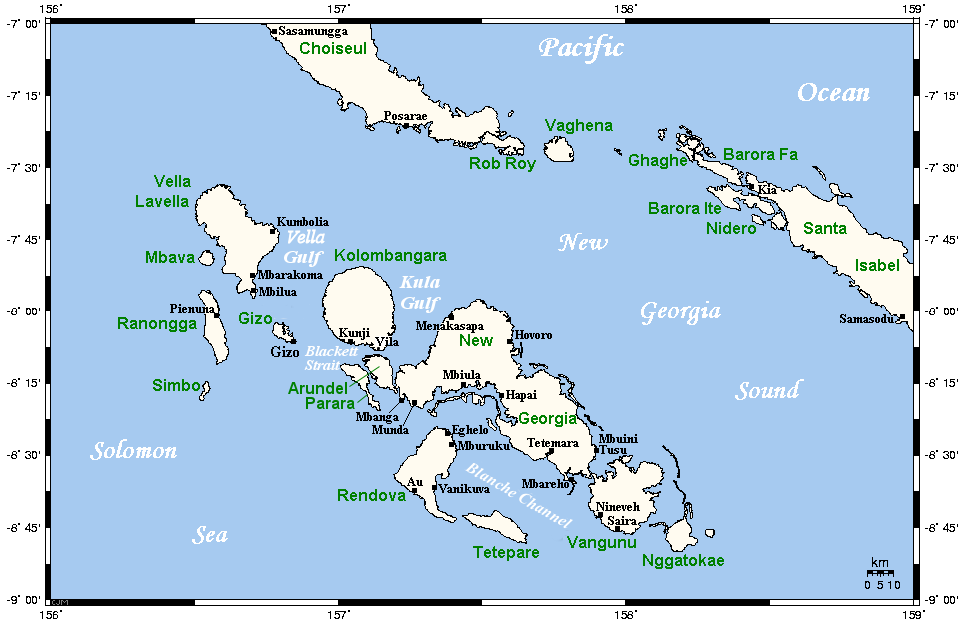
Ilhas da Nova Geórgia, na Província Ocidental.

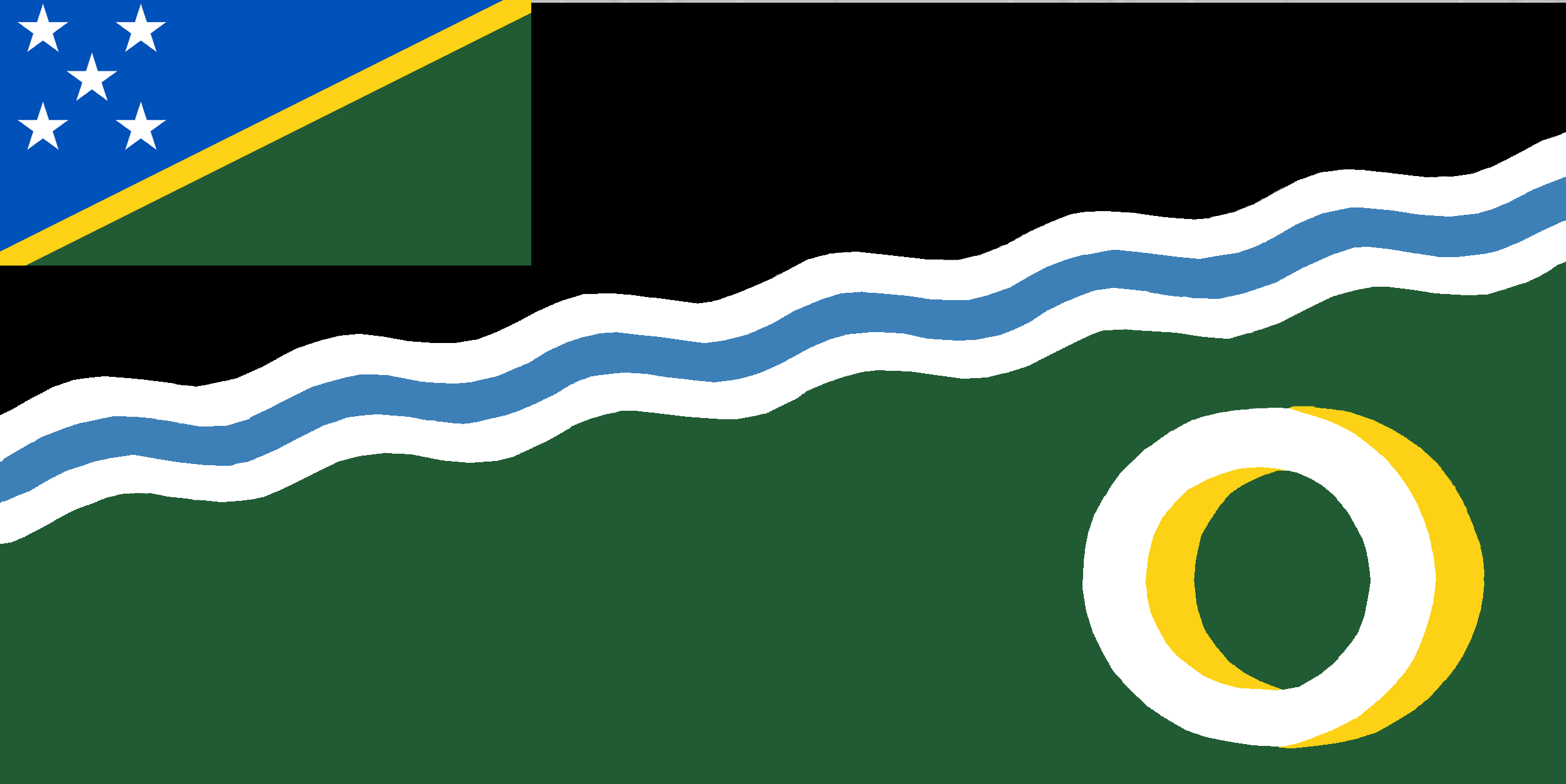
Bandeira da província Ocidental, Ilhas Salomão.

A Província Ocidental é uma das nove províncias das Ilhas Salomão, no Oceano Pacífico. Integra as Ilhas da Nova Geórgia. A sua capital é Gizo, na ilha Ghizo.
A província é famosa pelas suas numerosas ilhas tropicais, com excelentes locais para mergulho, lagoas, recifes de coral e despojos da Segunda Guerra Mundial, estâncias de ecoturismo e templos indígenas. A maior parte do turismo nas Ilhas Salomão, excluindo a capital Honiara, é feita nesta província.
A província Ocidental é a mais extensa do país, com 5475 km2. Em 2009 tinha 76649 habitantes.

As ilhas que formam a província são:
- Faisi
- Fauro
- Ghizo
- Ghoi
- Kennedy
- Kiambe
- Kingguru
- Kohinggo
- Kolombangara
- Liapari
- Logha
- Lola
- Marovo
- Lagoa Marovo
- Matikuri
- Mbava
- Mborokua
- Mbulo
- Mondomondo
- Mono
- Nakaza
- New Georgia
- Nggatokae
- Nusatupe
- Ranongga
- Rendova
- Shortland
- Simbo
- Stirling
- Telina
- Tetepare
- Vella Lavella
- Uepi
- Vangunu
- Vonavona